# Ace Tarberry
Ace Tarberry (4 febbraio 1988) è un ex sciatore alpino statunitense.

## Biografia
Attivo in gare FIS dal dicembre del 2003, in Nor-Am Cup Tarberry esordì il 6 gennaio 2009 a Sunday River in slalom gigante, senza completare la prova, e ottenne l'unico podio il 5 gennaio 2011 a Mont Garceau nella medesima specialità (3º). Disputò la sua unica gara in Coppa del Mondo il 29 dicembre 2011, la discesa libera di Bormio che chiuse al 53º posto, e prese per l'ultima volta il via in Nor-Am Cup il 24 marzo 2012 a Mont-Sainte-Anne in slalom speciale (23º). Si ritirò durante la stagione 2012-2013 e la sua ultima gara fu uno slalom speciale FIS disputato il 27 gennaio a Spirit Mountain, chiuso da Tarberry al 5º posto; in carriera non prese parte a rassegne olimpiche o iridate.

## Palmarès

### Nor-Am Cup
- Miglior piazzamento in classifica generale: 12º nel 2011
- 1 podio:
  - 1 terzo posto